# Poème du Feu (Gotkovsky)
Poème du Feu is een compositie voor harmonieorkest van de Franse componiste Ida Gotkovsky.
Het werk is op cd opgenomen door het Groot Harmonieorkest van de Belgische Gidsen te Brussel onder leiding van Norbert Nozy en door het Schweizer Armeespiel onder leiding van Jan Cober.